# Splash!
Splash!（スプラッシュ）は、日本の女性2人組ROCK系ダンス&ボーカルユニット。2009年12月20日デビュー。ファンの事を「スプラッター」と呼ぶ。サウンドプロデュースは結成時よりstudio hipsの安田宣生が担当している。

## メンバー
現メンバー
| 名前                           | 誕生日         | 出身地 | 血液型 | 備考                                    |
| ------------------------------ | -------------- | ------ | ------ | --------------------------------------- |
| 星野亜里沙 （ほしの ありさ）   | 1991年3月8日   | 東京都 | O型    | 2015年1月5日に「星野 美兎」から芸名変更 |
| 柳田絵美花 （やなぎだ えみか） | 1990年12月30日 | 東京都 | O型    |                                         |
| 湊あむ （みなと あむ）         | 1997年7月12日  | 秋田県 | O型    |                                         |

旧メンバー
- 黒猫あきと
- 伊藤ゆい
- 橋本李奈
- 波崎しあ（現芸名：桃原里香）
- 工藤絵理
- 大野ちさと
- 桐原めぐみ
- 迫畠彩

## 概要
- 2009年12月20日　迫畠彩、伊藤ゆい、黒猫あきとの3名で赤坂L@Nのライブにてデビュー。
- 2010年 1月17日　黒猫あきとに代わり、橋本李奈が加入。上野BRASHのライブにて橋本李奈、初お披露目。
- 2010年 2月 1日　赤坂MOVE　初ワンマンライブ。
- 2010年 5月25日　コンピアルバムで全国デビュー。
- 2010年 6月13日　橋本李奈に代わり、波崎しあが加入。秋葉原ディアステージのライブにて波崎しあ、初お披露目。
- 2010年 9月 5日　赤坂L@NでのSplash!＆伊藤ゆい主催ライブをもって伊藤ゆい卒業。
- 2010年10月 1日　星野美兎の加入発表。
- 2010年11月 5日　主催ライブ『迫畠彩Birthday★Party～20歳のSTART!』をL@N赤坂にて開催。このライブで星野美兎が初お披露目。
- 2011年 3月 6日　主催ライブ『第1回兎組総会～星野組長降誕祭～』をL@N赤坂にて開催。
- 2011年 7月24日　渋谷Milkywayで開催された『Shibuya Milky Parade Vol.1』にて、波崎しあ卒業。
- 2011年 7月30日　工藤絵理が加入。中部国際空港セントレア4F イベントプラザで開催された『ご当地アイドル祭り in セントレア』にて工藤絵理、初お披露目
- 2011年10月29日　主催ライブ『迫畠彩Halloween birthday party～大切な繋がり～』を四谷ライブインマジック にて開催。
- 2012年 1月 7日　ファーストアルバム『Are You READY?』リリース。
- 2012年 3月11日　主催ライブ『星野美兎聖誕祭 兎組最強伝説～強い私をこの手で叶えるまでは～』を高円寺HIGHにて開催。
- 2012年 4月14日　主催ライブ『工藤絵理聖誕祭Eternal Road Into the Seventeen』を渋谷DESEOにて開催。
- 2012年8月4日・5日　お台場・青海特設会場にて『TOKYO IDOL FESTIVAL2012』出演。
- 2012年10月27日　ワンマンライブ『LOCK ON THE FUTURE 迫畠彩生誕＋星野美兎2周年SPECIAL』を初台DOORSにて開催。
- 2013年 2月17日　主催ライブ『Rock'n' Valentine』を初台DOORSにて開催。
- 2013年 2月17日　ミニアルバム『Fire & Desire』リリース。
- 2013年 3月 2日　主催ライブ『ファン感謝祭無料ライブ』をBirth Shinjukuにて開催。
- 2013年 3月18日　ニコニコ生放送『Splash!のなま生！』（ネ申チャンネル）が秋葉原「ネ申SPACE」にて公開放送開始（毎週月曜日夜8時30分から約1時間。放送中。）
- 2013年 3月20日　主催ライブ『星野美兎×工藤絵理W聖誕祭』をBirth Shinjukuにて開催。
- 2013年 4月24日　シングル『Glory』全国発売。
- 2013年 8月 9日　ニコニコ生放送『朝までなま生！！』（ネ申チャンネル）を秋葉原「ネ申SPACE」にて公開放送。
- 2013年10月 5日　主催ライブ『Next Story 1　迫畠彩生誕祭～新たなる激震～』をBirth Shinjukuにて開催。
- 2013年12月 9日　Splash!とVIC:CESSのメンバーによるユニット”Vi→sh!”がライブイベント『Vi→sh! presents ONE NIGHT CARNIVAL 〜クアトロを喰っちゃうぜSP〜』をCLUB QUATTROにて開催。
- 2013年12月26日　主催ライブ『Next Story2 それぞれの未来～工藤絵理LAST LIVE～』をBirth Shinjukuにて開催。このライブをもって工藤絵理卒業。
- 2013年12月30日　ニコニコ生放送『Splash!のなま生年末オールナイトスペシャル』（ネ申チャンネル）を秋葉原「ネ申SPACE」にて公開放送。
- 2014年 1月17日　定期公演『NEXT』をBirth Shinjukuにて開始。（隔週金曜日。～2014年 3月28日。）
- 2014年 2月28日　定期公演『NEXT 第4話 "新生"』にて、大野ちさと、桐原めぐみの2名が加入、初お披露目。初の4人編成に。
- 2014年 3月 8日　主催ライブ『Next Story3 星野美兎生誕祭～真・兎組最強伝説～』をBirth Shinjukuにて開催。
- 2014年 4月25日　『Splash! ジャッジメントリベンジワンマンライブ』を新宿ウルガにて開催。
- 2014年 6月 7日　『Splash!野外ワンマン Getting Higher GIG at HIBIYA（仮）』を日比谷野外音楽堂にて開催。
- 2014年10月22日　シングル『Eternal Sky』全国発売。
- 2014年11月 3日　『迫畠彩生誕祭 NEXT CHALLENGE』をBirth Shinjukuにて開催。
- 2014年11月23日　『桐原めぐみ＆大野ちさとW生誕祭 Way to Grouth』を池袋Dotにて開催。
- 2015年 1月 5日　ニコニコ生放送『Splash!のなま生！』この放送をもって大野ちさと、桐原めぐみが卒業。

## 作品

### シングル
- 『Glory』（2013年4月24日）　2013年5月6日付のオリコンインディーズ週間チャートで最高8位を獲得した。[2]

1. Glory
2. Crazy4you
3. Glory (Instrumental)
4. Crazy4you (Instrumental)

- 『Eternal Sky』（2014年10月22日）

1. Eternal Sky
2. Infinity
3. One Night Stand
4. Selection

### アルバム
- アルバム『Are You READY?』（2012年1月7日）

1. We Are Splatters
2. Are You READY?
3. Fly Away
4. miss you
5. Crazy 4 you
6. Movin' On!
7. One Kiss Only
8. Heartbreaker
9. Forever summer
10. Shake It!
11. Shooting Star

- ミニアルバム『Fire & Desire』（2013年2月17日）

1. Fire & Desire
2. Highway★Star
3. Cherry Kiss
4. LOCK ON!!!
5. Stage

### オフィシャルサイト
- Splash! Official WebSite
- Splash! 公式Youtubeチャンネル

### ブログ
- メンバーブログ 星野 亜里沙「シンデレラ☆ストーリー」 - ウェイバックマシン（2011年9月8日アーカイブ分）
- メンバーブログ 柳田 絵美花「えみまみあっく」

### Twitter
- Splash!公式アカウント (@Splash_tweet) - X（旧Twitter）
- 星野 亜里沙 (@arichan0308) - X（旧Twitter）
- 柳田 絵美花 (@emimani) - X（旧Twitter）
- 湊 あむ (@min_greeeeen) - X（旧Twitter）

| スタブアイコン | サブスタブ | この項目は、まだ閲覧者の調べものの参照としては役立たない、アイドル（グラビアアイドル・ライブアイドル・ネットアイドル・レースクイーン・コスプレイヤーなどを含む）に関連した書きかけの項目です。この項目を加筆・訂正などしてくださる協力者を求めています（P:アイドル/PJ:芸能人）。 |